# Centrala do Spraw Grobów Niemieckich w Polsce

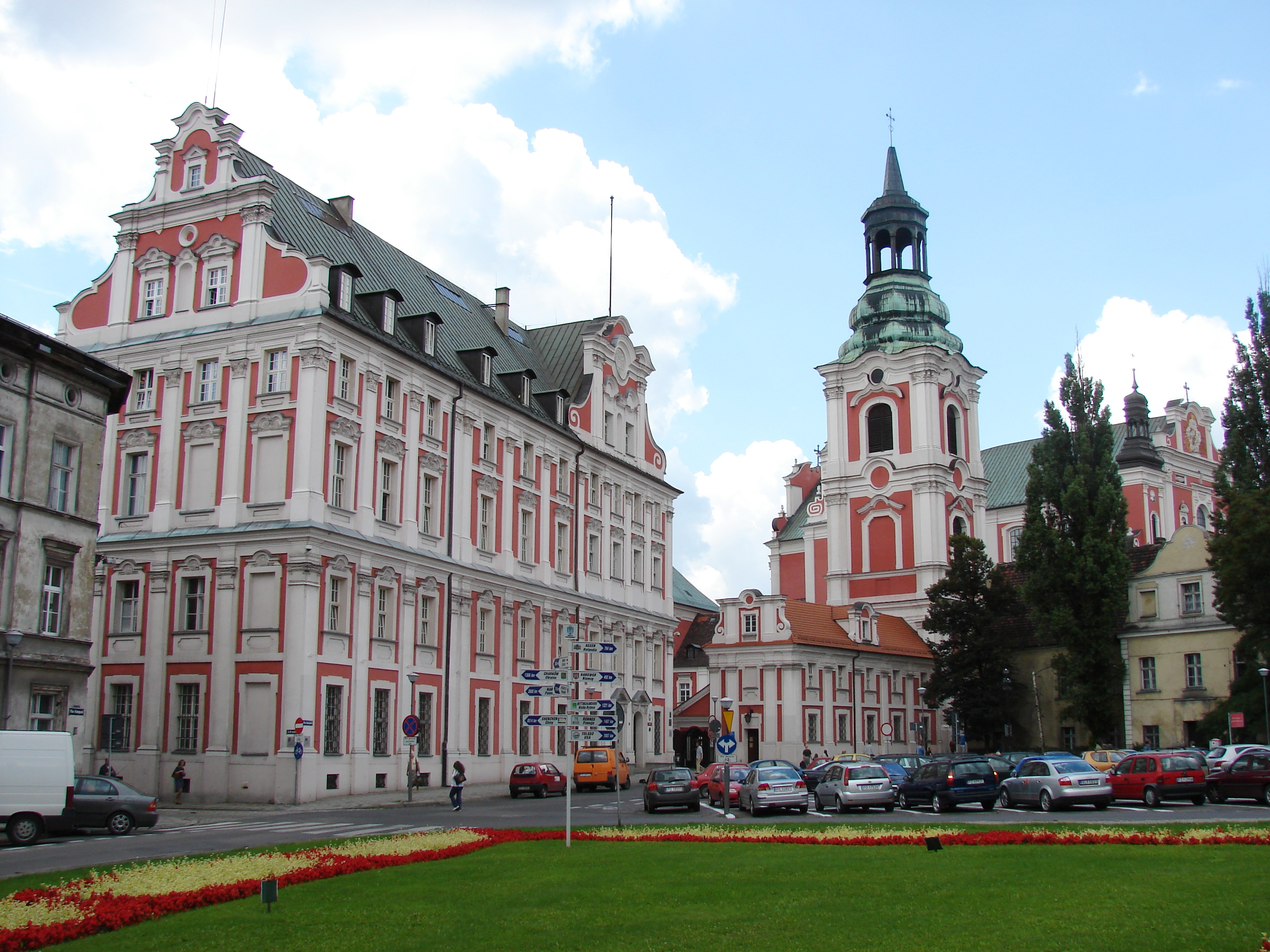
Kolegium jezuickie w Poznaniu – siedziba Centrali

Centrala do Spraw Grobów Niemieckich w Polsce (niem. Zentrale für die Gräber der ermordeten Volksdeutschen, dosł. Centrala Grobów Zamordowanych Volksdeutschów) – niemieckie archiwum nazistowskie działające od października 1939 do maja 1942, podlegające namiestnikowi Kraju Warty, a zlokalizowane w gmachu dawnego kolegium jezuickiego w Poznaniu, przy placu Kolegiackim (dziś Urząd Miasta). Dokumenty Centrali znajdują się w Archiwum Państwowym w Poznaniu.
Archiwum swoimi badaniami obejmowało wszystkie ziemie polskie wcielone do III Rzeszy, jak i Generalne Gubernatorstwo. Zadaniem archiwum było przedstawienie Polaków, jako niebezpiecznych prześladowców mniejszości niemieckiej w Polsce, którzy w okresie kampanii wrześniowej (1–18 września 1939) zabili bez przyczyny ogromną liczbę niemieckich cywilów. Powyższe miało uzasadniać wprowadzony na ziemiach polskich drakoński terror. W czerwcu 1940 archiwum zorganizowało w Poznaniu wystawę poświęconą zamordowanym Niemcom, ukazującą Polaków jako okrutnych morderców.
W centrali pracowało początkowo siedem osób, a później 11 (w tym czterech kierowców). Dokumenty archiwum (pięć kartonów) przetrwały częściowo II wojnę światową, a odnalazł je prof. Karol Marian Pospieszalski. Liczba zachowanych kart osób zmarłych wynosi 3308 (Totenkartei), osób zaginionych – 1748 (Vermisstenkartei), a liczba osób, które wróciły – 25 (Zurück). Według zestawienia z 25 lutego 1942, było wtedy więcej kart. I tak: zmarłych – 3453, zaginionych – 2339, a powracających – 600. Karty obejmowały:
- zmarli:
  - Kraj Warty, Generalne Gubernatorstwo, Prusy Wschodnie i Zachodnie – 3257 kart,
  - Górny Śląsk (Freikorpskämpfer) – 175 kart,
  - Stara Rzesza – 1 karta,
  - Polacy, Rosjanie, Ukraińcy – 20 kart,
- zaginieni:
  - Kraj Warty – 832 karty,
  - Prusy (Wschodnie i Zachodnie) – 591 kart,
  - Górny Śląsk (Freikorpskämpfer) – 705 kart,
  - Generalne Gubernatorstwo – 110 kart,
  - Stara Rzesza – 6 kart,
  - Polacy, Rosjanie, Ukraińcy – 66 kart,
  - nieznani – 29 kart[2].

Część kart dotyczyła żołnierzy polskich narodowości niemieckiej (zmarli – 127 kart, zaginieni – 920 kart). Łącznie kartoteka obejmowała (1942) 5792 karty (nie licząc osób powracających). Propaganda niemiecka, tajnym telegramem ministerstwa spraw wewnętrznych, nakazała liczbę tę powiększyć dziesięciokrotnie i w całości przypisać polskim mordom. Stąd w urzędowym komunikacie z 10 lutego 1940 pojawia się liczba 58.000 członków niemieckiej mniejszości zamordowanych przez Polaków w dniach 1–18 września 1939 (analogiczny komunikat z 30 grudnia 1939 podawał liczbę 5437 osób).